# Eleutherococcus cissifolius
Eleutherococcus cissifolius là một loài thực vật có hoa trong Họ Cuồng cuồng. Loài này được (Griff. ex C.B.Clarke) Nakai mô tả khoa học đầu tiên năm 1914.